# ガブリエル・シュレール
ガブリエル・フランシスコ・シュレール・ペラルタ（Gabriel Francisco Schürrer Peralta, 1971年8月16日 - ）は、アルゼンチン・ラファエラ出身の元サッカー選手、サッカー指導者。

## 経歴
CAラヌースで育成、トップチームデビューし、1996年にスペインへと渡った。2002-03シーズンのレアル・ソシエダでは、ハウレギとコンビを組み、リーグ戦2位フィニッシュに貢献した。
また、アルゼンチン代表としては目立った活躍は残していないものの、1995年にコパ・アメリカに参加した。
現役引退後は、サッカー指導者として母国アルゼンチンとエクアドルを中心に活動している。